# Quartet du dialogue national
Le quartet du dialogue national (arabe : الرباعي الراعي للحوار الوطني soit ar-rubāɛī ar-rāɛī lil-ḥiwār al-waṭanī) est l'association de quatre organisations tunisiennes s'étant donné pour but d'organiser des négociations entre les partis politiques pour assurer la transition du régime de l'assemblée constituante de 2011 vers un régime démocratique permanent, dans le contexte de l'assassinat de Mohamed Brahmi le 25 juillet 2013.
Le quartet est composé de l'Union générale tunisienne du travail, de l'Union tunisienne de l'industrie, du commerce et de l'artisanat, du Conseil de l'Ordre national des avocats de Tunisie et la Ligue tunisienne des droits de l'homme.
Le quartet obtient le prix Nobel de la paix 2015 pour son succès dans la mission qui a abouti à la tenue des élections présidentielles et législatives ainsi qu'à la ratification de la nouvelle Constitution en 2014. Ce prix est le premier Nobel attribué à un ressortissant ou organisation de la Tunisie après son indépendance.

## Création
En 2011, la Tunisie connait une révolution après laquelle la stabilité et la sécurité du pays sont considérablement compromises,. Après l'élection de l'assemblée constituante, la rédaction de la nouvelle Constitution présente plusieurs difficultés et le délai d'une année prévu pour la ratification finale du texte est largement dépassé. Durant cette période, le gouvernement est critiqué pour son laxisme envers les islamistes radicaux ; s'ensuivent des attentats dont le plus médiatisé est l'assassinat de Chokri Belaïd le 6 février 2013,. Les tensions s'accroissent en conséquence entre le gouvernement majoritairement islamiste et l'opposition.
Après l'assassinat de Mohamed Brahmi le 25 juillet 2013, le Front populaire, dont Chokri Belaïd et Mohamed Brahmi sont des leaders, organise avec les autres partis de l'opposition unifiés un front commun qui prend le nom de « Front du salut national ». Ce front organise la manifestation du Bardo, demandant la démission du gouvernement et, pour certains, la dissolution de l'assemblée constituante,,. En outre, 42 représentants de l'opposition se retirent de l'assemblée, ce qui entraîne l'interruption des travaux de l'assemblée dès le 6 août.
Vu la situation critique du pays, l'Union générale tunisienne du travail (UGTT) appelle à l'organisation d'un dialogue national entre les partis au pouvoir et l'opposition le 29 juillet,. Les partis acceptent de participer au dialogue, au vu de l'aggravation de la situation,. Le 17 septembre, l'initiative est rendue publique et placée sous l'égide de l'UGTT et de trois autres organisations de la société civile : l'Union tunisienne de l'industrie, du commerce et de l'artisanat, le Conseil de l'Ordre national des avocats de Tunisie et la Ligue tunisienne des droits de l'homme.

## Action
Le 17 septembre 2013, le quartet rédige une ébauche de consensus entre les partis, qui est adoptée sur un compromis permettant aux partis de pouvoir commencer la négociation. Cette ébauche de feuille de route est constituée de quatre points : la démission du gouvernement et son remplacement par un gouvernement de technocrates, le choix de dates fermes pour la fin des travaux de l'assemblée constituante et des élections présidentielles et législatives, la préservation de l'identité nationale dans la nouvelle Constitution et la négociation des procédures nécessaires pour la transition finale et certaine d'un régime transitoire à un régime démocratique ainsi que les délais pour la création d'instances indépendantes.
Chaque parti politique doit accepter la feuille de route s'il veut participer aux sessions du dialogue national. La feuille est signée par 21 partis politiques des deux bords, à l'exception notable du Congrès pour la République, parti du président Moncef Marzouki et qui fait partie de la troïka au pouvoir : le dialogue national devient donc possible. La première session est organisée le 5 octobre au palais des congrès de Tunis. Durant, cette session, Abdessattar Ben Moussa, le président de la Ligue tunisienne des droits de l'homme, commet un lapsus : au lieu de Ḥīwar (dialogue), il prononce le mot Ḥīmar (âne), ce qui provoque une crise de rire de la part de l'audience, y compris Rached Ghannouchi, le président du parti Ennahdha.
Par la suite, les sessions se déroulent sous l'égide du quartet d'une façon régulière, au sein du ministère des Droits de l'homme et de la Justice transitoire.
Ces sessions aboutissent au choix de Mehdi Jomaa comme chef du gouvernement le 14 décembre 2013, à la démission du gouvernement Larayedh le 9 janvier 2014, à la ratification de la nouvelle Constitution le 24 janvier et à l'organisation des élections législatives et de la présidentielle en décembre 2014,.

## Reconnaissance
Le 21 novembre 2014, Houcine Abassi, le secrétaire général de l'UGTT et initiateur du quartet, est élu parmi les 100 meilleurs penseurs globaux.
Le 9 octobre 2015, le quartet obtient le prix Nobel de la paix 2015 pour son soutien à la transition démocratique en Tunisie et le sauvetage du pays d'une crise certaine par l'organisation du dialogue national. Ce prix est décerné aux représentants du quartet lors d'une cérémonie organisée le 10 décembre à Oslo.
Cet événement engendre plusieurs réactions nationales et internationales :
- Tunisie : Le 9 novembre 2015, la présidence de la République tunisienne organise une cérémonie pour honorer le quartet au palais présidentiel de Carthage en présence de personnalités politiques, médiatiques et de la société civile[18] ;
- ONU : Ban Ki-moon, secrétaire général des Nations unies, exprime sa joie et félicite le quartet tout en affirmant que ce prix est dédié à tous les Tunisiens qui ont commencé le Printemps arabe[19] ;
- France : François Hollande, président de la République française, affirme dans un communiqué que le prix prouve le succès de la transition démocratique en Tunisie, que ce pays est sur la bonne voie et qu'il est le seul parmi les pays du printemps arabe à réussir son évolution transitoire vers la démocratie[20]. D'autres hommes politiques français félicitent également la Tunisie, comme le Premier ministre Manuel Valls, dans un tweet publié en arabe[21], et le ministre des Affaires étrangères Laurent Fabius, dans une déclaration officielle[22]. Le 15 octobre, Fabius accueille les représentants du quartet au ministère des Affaires étrangères[23]. Le même jour, les représentants sont reçus à l'Institut du monde arabe à Paris[24]. Le lendemain, Hollande les accueille au palais de l'Élysée[25]. Il les accueille à nouveau le 8 décembre 2015 pour élever le quartet au rang de commandeur de la Légion d'honneur[26] ;
- Allemagne : Frank-Walter Steinmeier, ministre des Affaires étrangères, félicite la Tunisie pour le prix le 9 octobre 2015[27]. Le 19 novembre, le président Joachim Gauck remet à Houcine Abassi, secrétaire général de l'Union générale tunisienne du travail, le prix allemand pour l'Afrique[28].
- Plusieurs autres personnalités félicitent la Tunisie pour le prix comme le président du Parlement européen Martin Schulz[29], le président américain Barack Obama[30], le ministre italien des Affaires étrangères Paolo Gentiloni[31] et le président algérien Abdelaziz Bouteflika[32].